# Dự đoán về sự kết thúc của Google
Nhiều ấn phẩm và nhà bình luận khác nhau đã đưa ra hàng loạt dự đoán về sự kết thúc của Google, một công cụ tìm kiếm được thành lập vào năm 1998.

## Lịch sử
Năm 2007, một cây bút viết cho tờ Wired đã chia sẻ một tin đồn rằng người sáng lập Wikipedia là Jimbo Wales có một dự án bí mật nhằm chấm dứt Google.
Một bài báo năm 2008 viết về những kết thúc tiềm năng của Google đã ghi nhận vào thời điểm đó rằng Google có 61% lưu lượng truy cập trong khi các đối thủ cạnh tranh chính là Yahoo và Microsoft có thể bắt kịp. Tại buổi ra mắt Cuil năm 2008, nhiều tác giả đã mô tả cách công cụ tìm kiếm này sẽ kết thúc Google.
Năm 2008, nhà bình luận truyền thông Jeff Jarvis nói rằng ông không thấy đối thủ cạnh tranh nào của Google ngoại trừ xu hướng cởi mở. Năm 2009, một cây bút của tờ The Daily Beast đã suy đoán rằng Wolfram Alpha sẽ cạnh tranh với Google với tư cách là một công cụ tìm kiếm.
Những tác giả của Forbes đã suy đoán về nhiều tình huống khác nhau có thể kết thúc Google. Năm 2011, một cây bút đã mô tả cách Siri kết thúc Google. Năm 2012, một tác giả đã mô tả rằng việc quốc hữu hóa các sản phẩm kỹ thuật số có thể kết thúc Google. Một cây bút khác vào năm 2012 lập luận rằng Google phản đối Dự luật Đình chỉ hoạt động vi phạm bản quyền trực tuyến bằng cách tham gia phản đối SOPA và PIPA vì công ty cảm thấy có mối đe dọa hiện hữu đối với mô hình kinh doanh của mình theo quan điểm của luật đó về quyền sở hữu kỹ thuật số.